# Gmina Colfax (hrabstwo Dallas)

Położenie Gminy Colfax w hrabstwie Dallas

Gmina Colfax (ang. Colfax Township) – gmina w USA, w stanie Iowa, w hrabstwie Dallas. Według danych z 2000 roku gmina miała 403 mieszkańców, a jej powierzchnia wynosi 94,9 km².